# 雷韦利诺斯
雷韦利诺斯，是西班牙卡斯蒂利亚-莱昂萨莫拉省的一个市镇。 总面积28平方公里，总人口328人（2001年），人口密度12人/平方公里。